# Новая политическая экономия
Новая политическая экономия (новая политэкономия) — школа современной экономической теории, изучающая функционирование политической системы и поведение политиков и избирателей. Для новой политэкономии характерно, что по сути её определяет, активное использование методов и результатов нового институционализма (теории контрактов или теории оптимальных механизмов (дизайн механизмов), которую создали Л. Гурвич, Э. Маскин и Р. Майерсон) для анализа традиционных вопросов политологии. Новая политэкономия исходит из модели, когда принятие политических решений делегируется особой группе индивидов (то есть политикам), что обусловлено необходимостью.
Основные представители: Джеймс Бьюкенен, Гордон Таллок.

## История появления и развития
Новая политическая экономия считается результатом синтеза теории общественного выбора и макроэкономики. Также новая политическая экономия учитывает современные модели микроэкономики.

## Методология школы
Свою задачу новая политическая экономия, в частности, видит в анализе влияния политических процессов на особенности функционирования экономического рынка. В рамках данной теории рассматриваются:
- чиновники и политики, которые призваны реализовывать интересы граждан, но, помимо этого, преследуют и собственные интересы;
- граждане, институты гражданского общества, СМИ, которые тоже имеют свои интересы и пытаются через чиновников и политиков их реализовать;
- государство — сложная структура, которая устроена как система противовесов и сама по себе является неким источником неэффективности.

Новая политическая экономия отказывается от доктрины идеального государства и правительства, которое заботится о гражданах. Государственные институты могут иметь разные интересы, например, интересы чиновников, составляющих государственный бюрократический аппарат, и политиков, которые избираются, могут кардинально отличаться. Возникают ситуации, когда политики и чиновники, в терминах институционализма — «агенты», преследуя свои интересы, договариваются между собой, зачастую, игнорируя интересы избирателя. Коррупция может быть частным проявлением этих противоречий.

## Основные представители
- Джеймс Бьюкенен
- Гордон Таллок